# Maciej Figas

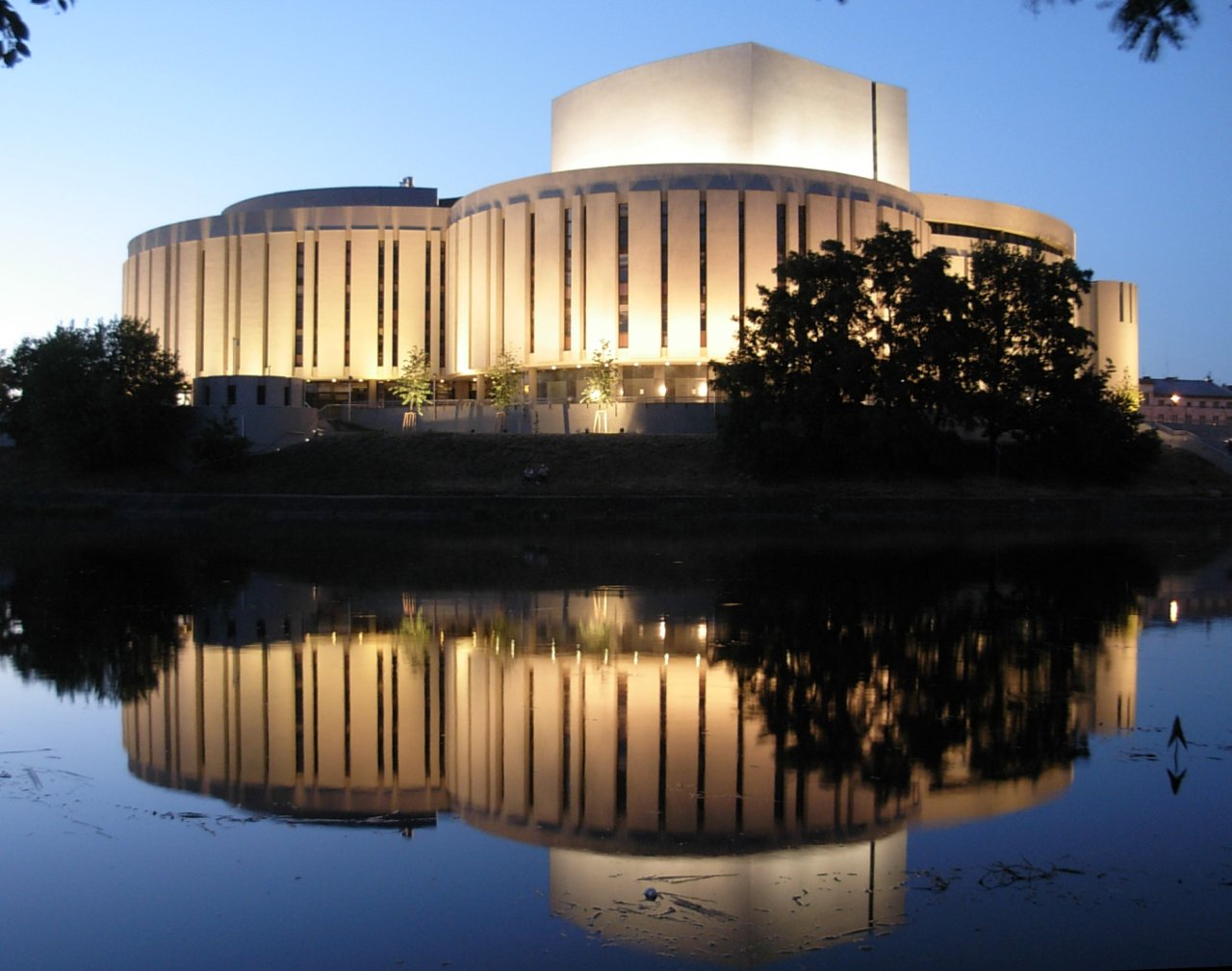
Budynek Opery Nova w Bydgoszczy

Maciej Figas (ur. 7 kwietnia 1963 w Gdyni) – dyrygent, dyrektor Opery Nova w Bydgoszczy od 1992.

## Życiorys
Pochodzi z rodziny muzycznej. Jego ojciec – Józef Figas był przez wiele lat czołowym śpiewakiem Opery Bałtyckiej.
W 1984 ukończył Szkołę Muzyczną II stopnia w klasie organów w Gdańsku Wrzeszczu. Jeszcze w czasie nauki w tej szkole został studentem Wydziału Wychowania Muzycznego i Rytmiki w Akademii Muzycznej im. S. Moniuszki w Gdańsku, który ukończył w 1987. W 1984 rozpoczął równolegle studia na Wydziale Wokalno-Aktorskim gdańskiej uczelni w klasie doc. A. Legieć-Matosiuk w zakresie śpiewu. W 1986, po rezygnacji z dalszej nauki śpiewu, podjął studia na Wydziale Dyrygentury, Kompozycji i Teorii Muzyki - kierunek dyrygentura Akademii Muzycznej im. I.J. Paderewskiego w Poznaniu, w klasie prof. Witolda Krzemieńskiego. Dyplom z dyrygentury uzyskał w 1990. Będąc studentem, został zaproszony przez Jerzego Maksymiuka do prowadzenia koncertu z orkiestrą Filharmonii Bałtyckiej w Gdańsku, podczas którego dyrygował „Adagiettem” z V symfonii G. Mahlera.
Pracę zawodową rozpoczął 5 stycznia 1988 na stanowisku asystenta – dyrygenta w Państwowej Operze w Bydgoszczy. Do pracy w Bydgoszczy rekomendował go ówczesny kierownik artystyczny Opery Nova Zygmunt Rychert, który wcześniej zaraził młodego adepta sztuką władania batutą i „dyrygenckim bakcylem”, przygotowując go też do egzaminów na poznańską uczelnię muzyczną. We wrześniu 1990 został dyrygentem orkiestry Opery. W tym czasie uzupełniał wykształcenie w Podyplomowym Studium w zakresie marketingu w sferze kultury i sztuki, zorganizowanym przez Wrocławską Akademię Ekonomiczną i Ministerstwo Kultury i Sztuki w Warszawie; ukończył je w 1991. W bydgoskiej Operze Maciej Figas pełnił najpierw obowiązki dyrektora artystycznego (od kwietnia 1991), a od października tego samego roku pełnił obowiązki zastępcy dyrektora naczelnego, a 18 listopada 1992 został dyrektorem naczelnym Opery Nova.
Prowadząc bydgoską scenę, dyrygował też spektaklami i koncertami w innych miastach Polski, m.in.: w Łodzi, Szczecinie, Toruniu, Koszalinie, Kudowie-Zdroju w ramach Festiwalu Moniuszkowskiego, w Cieszynie, Gnieźnie, Wrocławiu, a także podczas tournée za granicą. Do znaczących wydarzeń w podróżach artystycznych należały m.in. prowadzenie „Gali operowej” z tenorem Rene Kolio na operowym festiwalu w Xanten oraz występy w Bonn, Hamburgu, Hadze i Rotterdamie.
Pierwszym dorobkiem fonograficznym Macieja Figasa było nagranie opery S. Moniuszki „Straszny dwór” (w przekroju), w wykonaniu zespołów artystycznych Opery Nova na nowej scenie budowanego teatru nad Brdą, we wrześniu 1994. Do jego osiągnięć w pracy dyrektora należało m.in. przeprowadzenie zmiany pokoleniowej w zespołach artystycznych bydgoskiej opery, głównie wśród śpiewaków-solistów i orkiestry oraz wprowadzenie przedstawień do nowo budowanego gmachu Opery. Jest pomysłodawcą i dyrektorem artystycznym Bydgoskich Festiwali Operowych. W 2006 odebrał ukończony gmach Opery Nova, który stał się wizytówką bydgoskiej kultury.
W listopadzie 2012, z okazji jubileuszu 20-lecia pracy, został odznaczony Srebrnym Medalem „Zasłużony Kulturze Gloria Artis”.